# نخستین (تبارزایی)
در تبارزایی، صفت یا ویژگی نخستین (به انگلیسی: Primitive) (یا نیاکانی) یک دودمان یا آرایه، ویژگی‌هایی است که از نیای مشترک یک تبارشاخه (یا گروه کلاد) به ارث رسیده و از آن زمان تاکنون تغییر چندانی نداشته‌است. برعکس، صفتی که در گروه تبارشاخه پدیدار می‌شود (یعنی در هر زیرگروهی در تبارشاخه وجود دارد اما نه در همه) پیشرفته (advanced) یا ریشه‌دار (derived) نامیده می‌شود. تبارشاخه گروهی از جانداران هستند که از یک نیای مشترک و همه فرزندان خطی (نسبی) آن تشکیل شده‌است.